# Antiesha Brown
Pour les articles homonymes, voir Brown.
Antiesha Brown, née le 30 juin 1992 à Jacksonville (Arkansas), est une joueuse américaine de basket-ball.

## Biographie
Elle effectue sa première saison professionnelle dans le championnat italien pour Sesto San Giovanni en 2015-2016. Avec l'équipe, ses statistiques sont de 15,3 points et 4,6 rebonds. L'année suivante, elle s'engage avec Umbertide
Engagée pour la saison LFB 2017-2018 par le club de Nice (11,6 points et 3,2 rebonds pour 8,5 d'évaluation en moyenne), elle quitte le club mi-mars désireux d'alléger sa masse salariale pour Saint-Amand alors que le maintien de Nice en LFB est sportivement compromis avec 3 victoires en 17 matchs. Pour la saison 2018-219, elle s'engage avec le club italien de Battipaglia.

## Clubs
- 2010-2012 :  Red Raiders de Texas Tech
- 2012-2015 :  Université du Nouveau-Mexique
- 2015-2016 :  GEAS Sesto San Giovanni
- 2016-2017 :  Liomatic Umbertide
- 2017-2018 :  Cavigal Nice Basket 06
- 2018-2018 :  Saint-Amand Hainaut Basket
- 2018- :  Battipaglia